# Medalles del Cercle d'Escriptors Cinematogràfics de 1975
La cerimònia de lliurament de les medalles del Cercle d'Escriptors Cinematogràfics de 1975 va tenir lloc en 1976 en Madrid. Va ser el trenta-unè lliurament de aquestes medalles, atorgades per primera vegada trenta anys abans pel Cercle d'Escriptors Cinematogràfics (CEC). Els premis tenien per finalitat distingir als professionals del cinema espanyol i estranger pel seu treball durant l'any 1975.
Es van lliurar medalles en onze categories, sis menys que en l'edició anterior, la qual cosa mostrava la crisi per les quals travessaven aquests premis. No es van lliurar en aquesta ocasió els premis a la millor música, el premi revelació ni els destinats a periodistes, crítics i escriptors. La gran triomfadora va ser Furtivos, que va aconseguir quatre medalles: millor pel·lícula, director, actriu i guió.

## Llista de medalles
| Categoria                    | Premiat                                 | Labor premiada     |
| ---------------------------- | --------------------------------------- | ------------------ |
| Millor pel·lícula            | Furtivos                                | Pel·lícula         |
| Millor director              | José Luis Borau                         | Furtivos           |
| Millor actriu                | Lola Gaos                               | Furtivos           |
| Millor actor                 | Antonio Ferrandis                       | La casa grande     |
| Millor actriu de repartiment | Amparo Soler Leal                       | Jo, papá           |
| Millor actor de repartiment  | José Luis Coll                          | La adúltera        |
| Millor fotografia            | Manuel Berenguer                        | Jo, papá           |
| Millor decoració             | Elisa Ruiz Fernández                    | Furia española     |
| Millor guió                  | José Luis Borau Manuel Gutiérrez Aragón | Furtivos           |
| Millor pel·lícula estrangera | Amarcord                                | Pel·lícula         |
| Millor curtmetratge          | Mi Marilyn                              | De José Luis Garci |